# Fortunato Pio Castellani
Fortunato Pio Castellani (6. května 1794 Řím – 1. ledna 1865 Řím) byl italský zlatník-šperkař období neoklasicismu, zakladatel rodinné firmy Castellani, sběratel klenotů a starožitník.

## Život a dílo

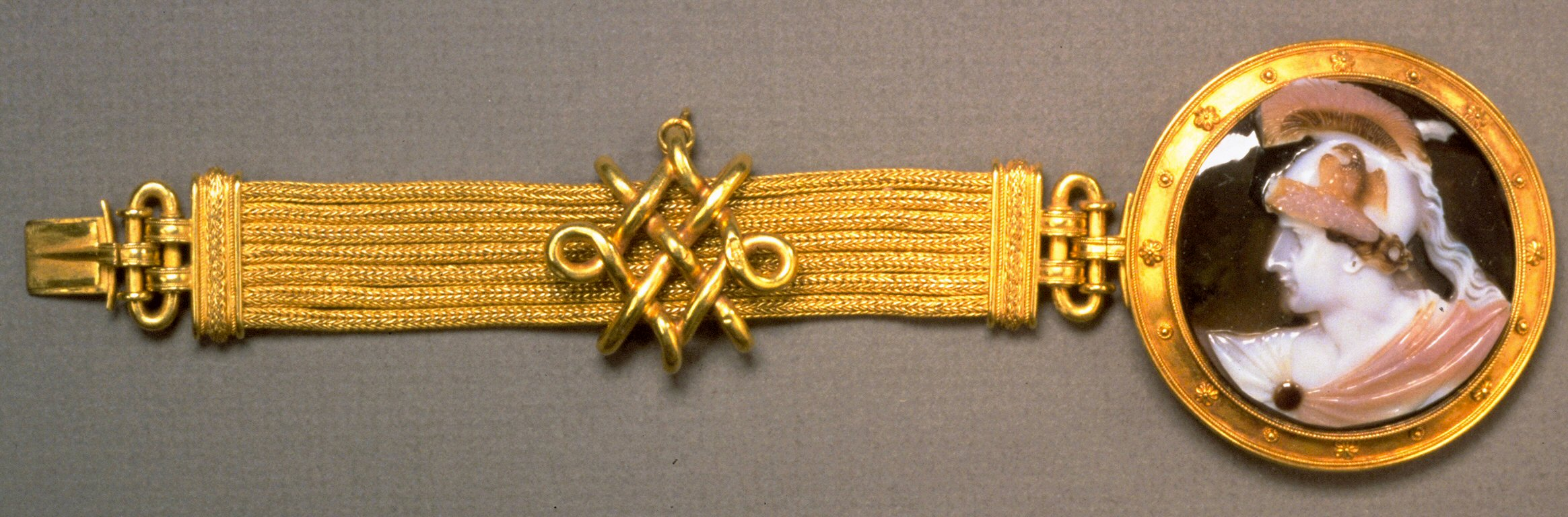
Náramek s hlavou válečníka na kameji

Vyučil se zlatníkem v dílně svého otce, s nímž také od roku 1814 ve vlastní dílně restauroval antické šperky, především sbírku markýze Giampetra Campany (darovanou r. 1861 prostřednictvím koupě krále Napoleona III. do Louvru). První obchod si otevřel v Římě díky finanční podpoře svého přítele a mecenáše Michelangela Caetani, vévody ze Sermonety, který byl také sběratelem etruských památek. Specializoval se na kopie a nové šperky inspirované antikou, zejména římskými a etruskými díly. K tomu účelu začal sbírat archeologické nálezy antických šperků a gem. Jeho práce se staly během 2. třetiny 19. století velmi žádané a módní, protože souzněly s celosvětovým zájmem o antickou kulturu, s rozvojem turistiky a také proto, že originály antických šperků byly velmi vzácné a poškozené. Fortunato Pio se oženil s Angličankou Emily Rowlesovou, díky níž jeho zlaté šperky brzy pronikly na britský trh a staly se typickými luxusními klenoty viktoriánské Anglie. Fortunato Pio založil tři generace rodinné firmy, v níž kromě členů rodiny pracovalo několik zlatníků. Puncovní značka firmy měla podobu dvou spojených protilehlých písmen "C", nebyla individuální. Rodina kromě tvůrčí práce sbírala antické, zejména etruské a římské šperky, kopírovala je a obchodovala s nimi.
Roku 1836 archeologové objevili v Caere v hrobce Regolini-Galassi významný poklad starověkých etruských šperků. Castellani se díky Caetanimu k nálezům dostal a využil ve své tvorbě jak vzory těchto šperků, tak jejich výzdobné techniky, zejména toreutiku (tepání tenkého zlatého plechu) a granulaci (natavování ornamentů ze zlatých kuliček). Inspiroval se také dalšími archeologickými nálezy, naučil se a užíval šperkařké techniky skleněné mikromozaiky, niello a email. Zaměstnával nejvýznamnější italské řezáče gem, jako byli Tommasso Saulini nebo Giuseppe Girometti, pro nové artefakty, ale i kopie nebo napodobeniny římských gem, zejména ze sardonyxu. Jeho díla vynikala mikroskopickou dokonalostí provedení šperků. Problémem jeho restaurátorské práce je nahrazování velkých částí originálů kopiemi.
Po roce 1850 Fortunato přenechal vedení firmy svým synům Alessandrovi (1824–1883) a Augustovi (1829–1914), kteří její popularitu rozšířili; syn Guglielmo (1836-1896) se věnoval malbě na porcelán, rovněž využitelné na miniaturách ve šperku. Obchod v Římě sídlil na prestižní adrese vedle Fontány Di Trevi, kde k němu bylo připojeno muzeum antického šperku, obojí přitahovalo movité zákazníky i turisty. Ve vedení firmy roku 1927 pokračovali ještě vnuci Torquato a Alfredo Castellaniové, jejich synovec Pompeo Fabri byl malíř restaurátor a poslední člen rodiny.

## Rodinná sbírka
Sbírka etruských šperků rodiny Castellani je vystavena v Římě ve vile Giulia v Národním etruském muzeu (Museo Nazionale Etrusco di Villa Giulia).

## Galerie

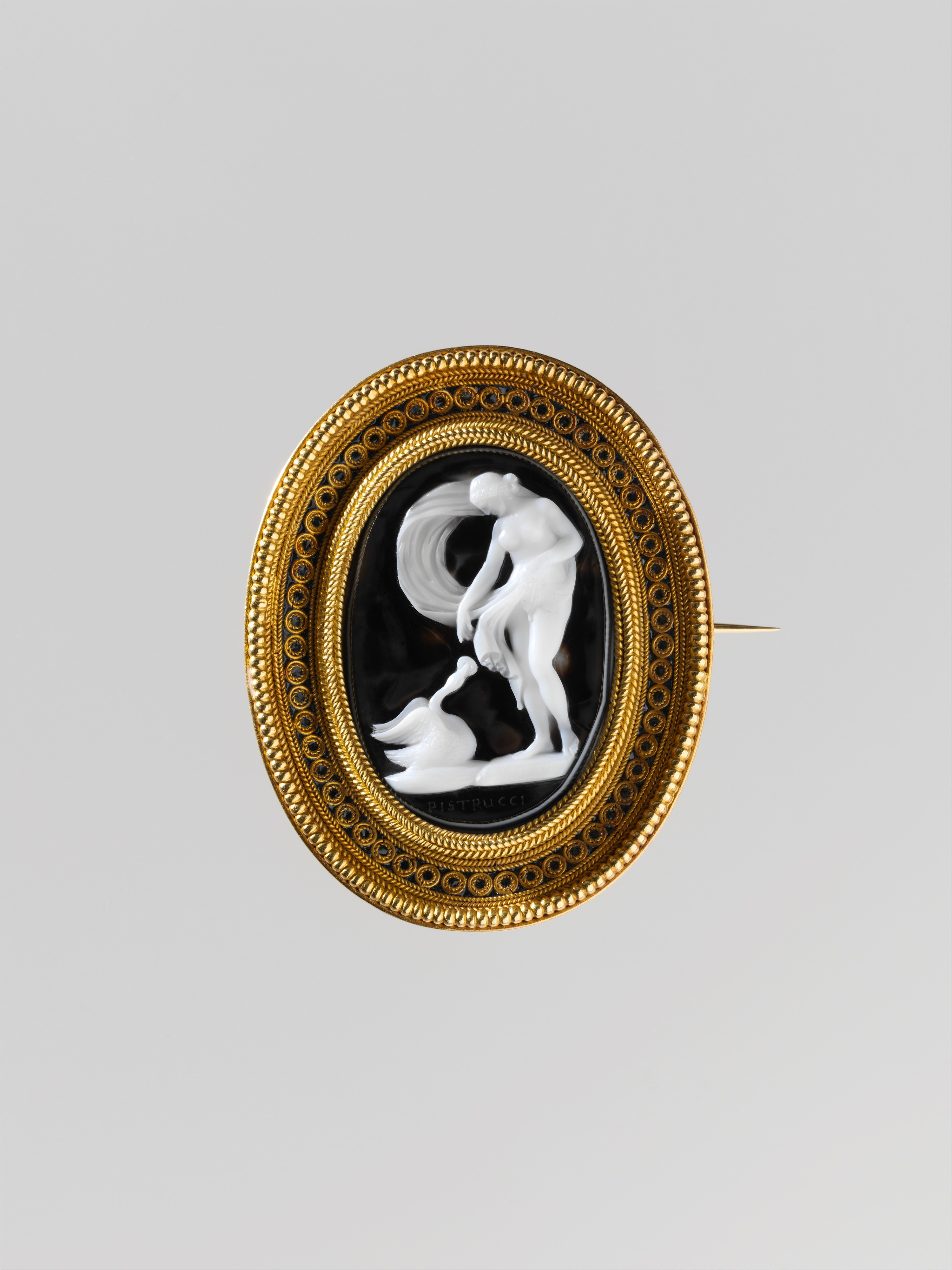
Zlatá brož s kamejí v sardonyxu: Nymfa s labutí
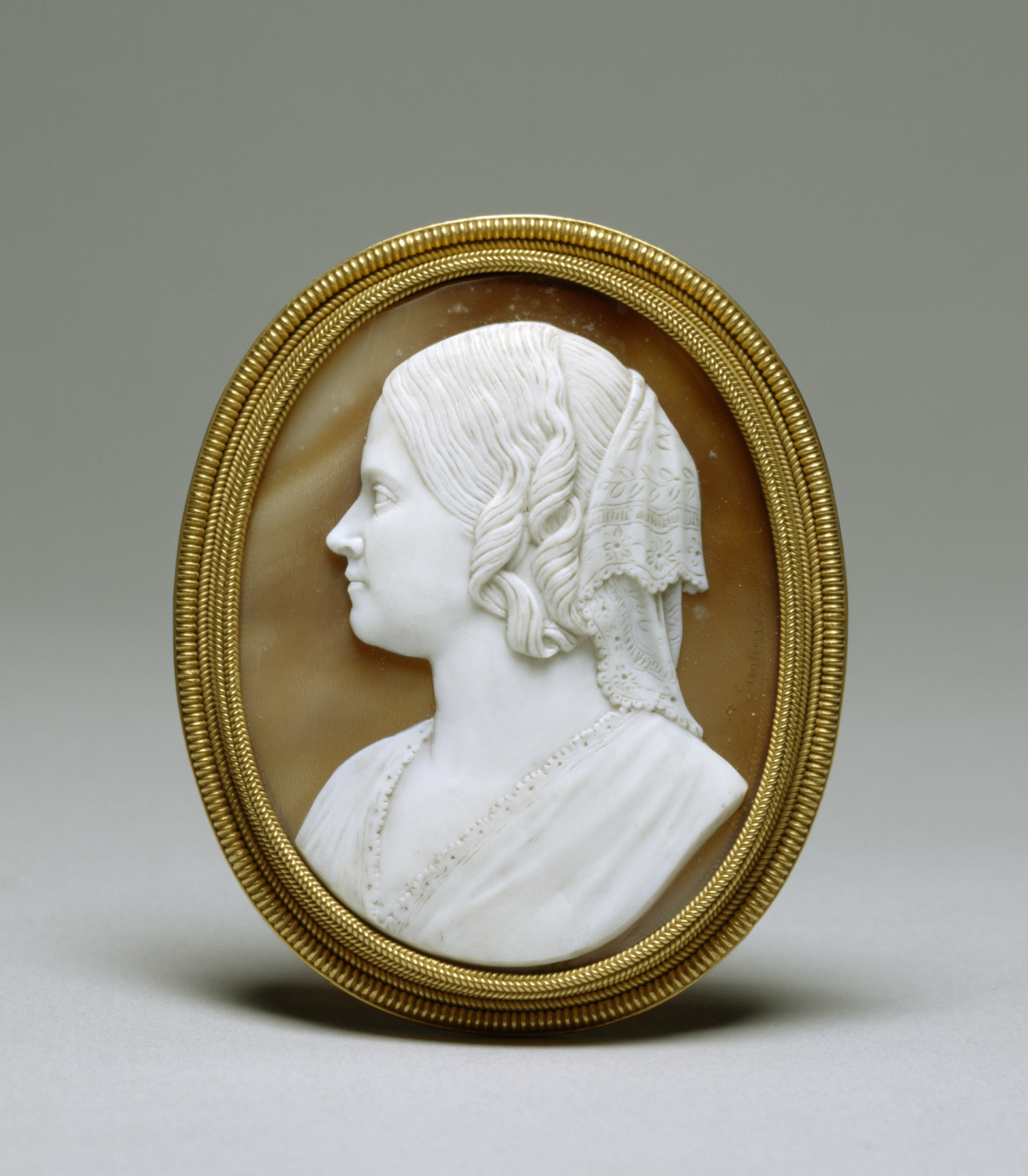
Brož s portrétem Heleny Waltersové, kamej Tommasso Saulini
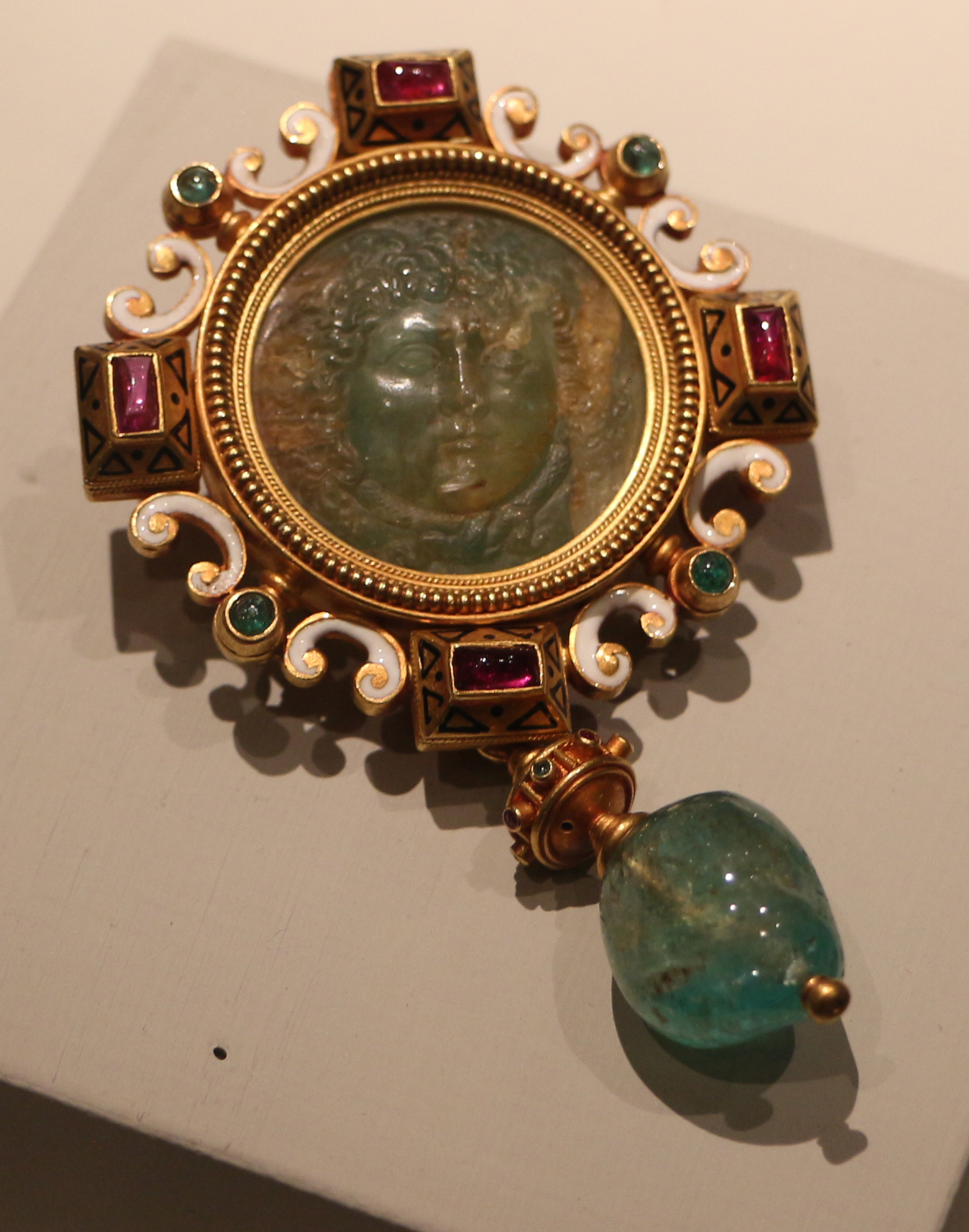
Neorenesanční montáž antické kameje s hlavou Medúzy
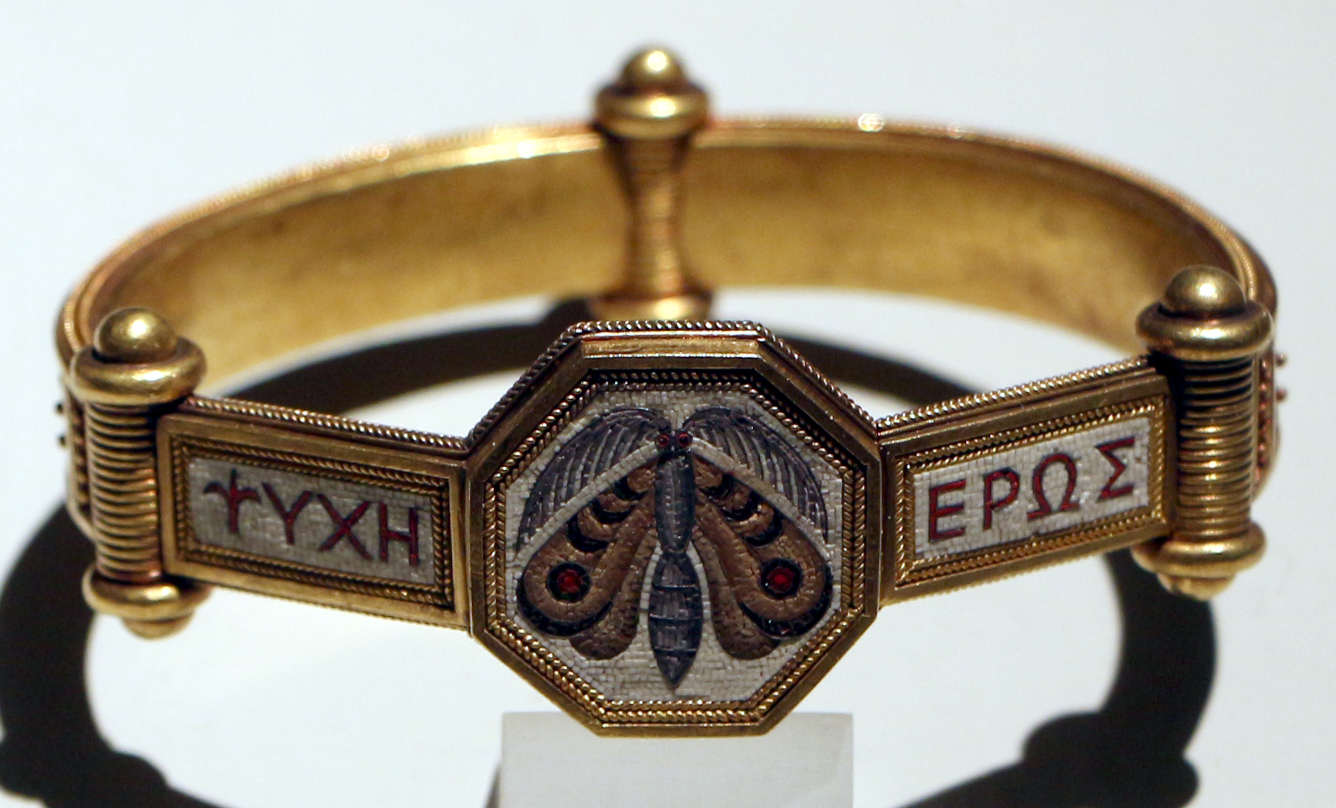
Imitace antického náramku s mikromozaikou
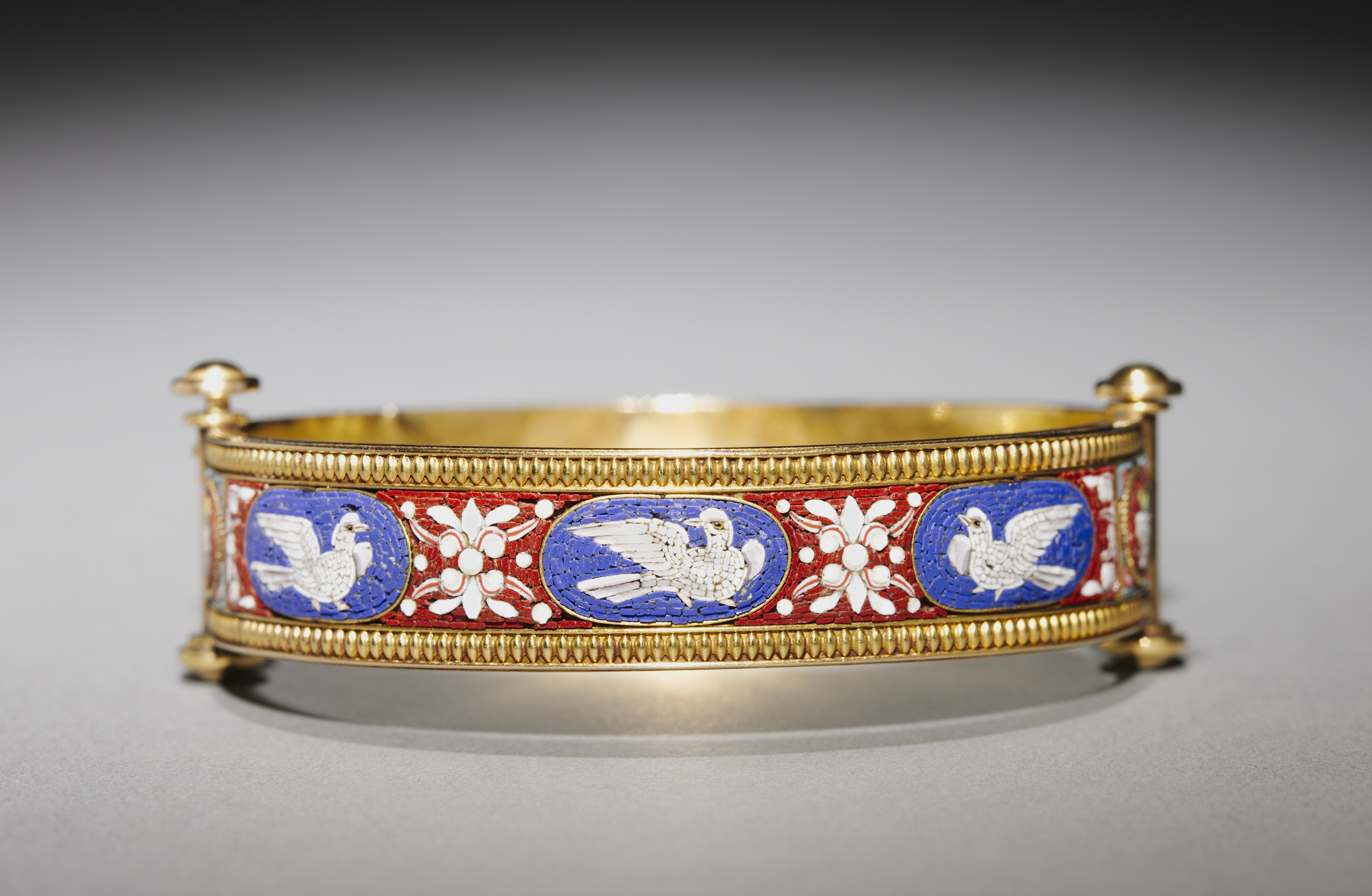
Zlatý náramek se skleněnou mikromozaikou
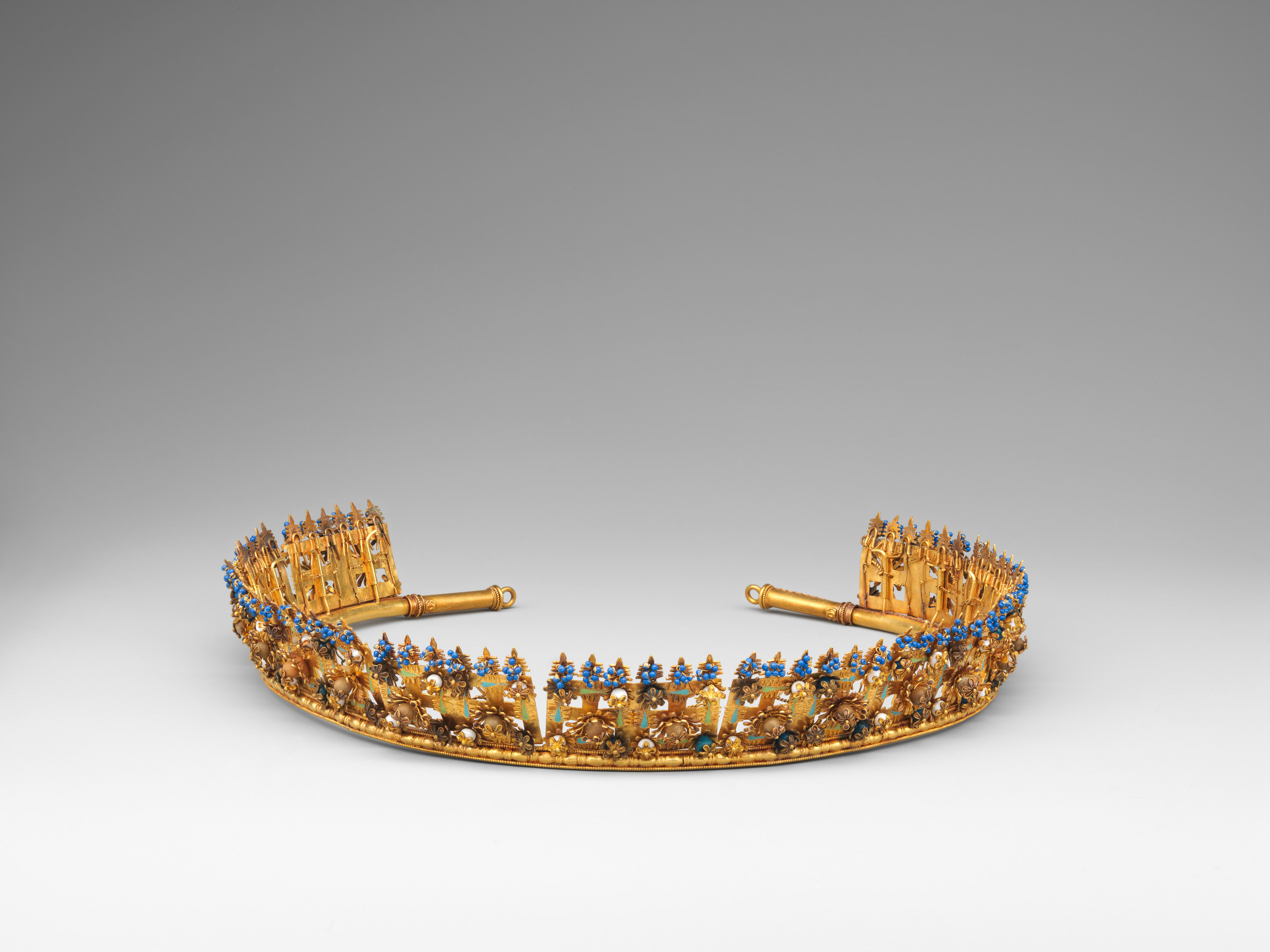
Čelenka s emailovými kvítky, kolem 1860
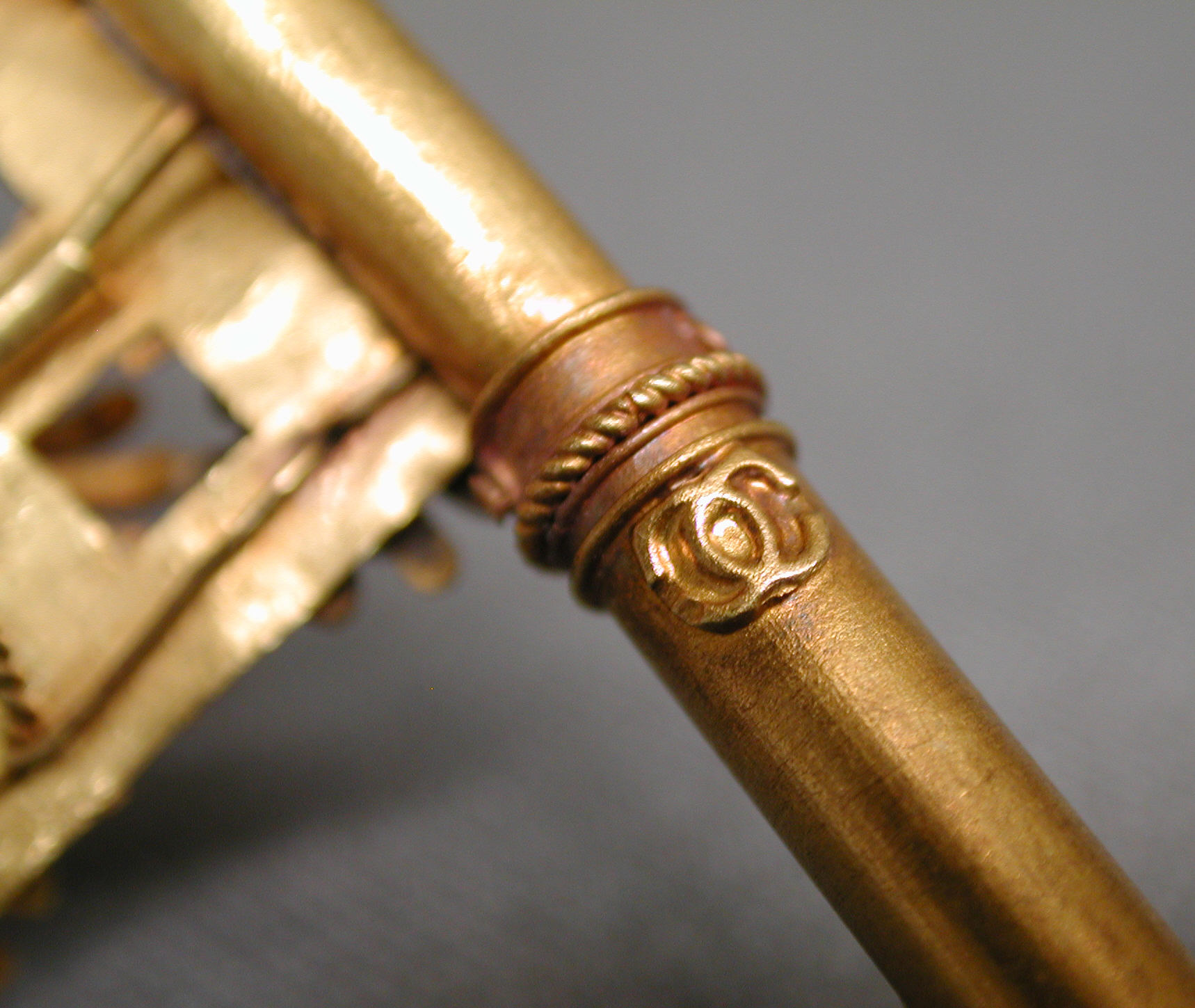
Puncovní značka firmy Castellani